# Mindset AG
Mindset AG é uma empresa automobilística suíça controlada pelo fundo de investimentos Spirt Avert AG. Seu presidente é o designer Murat Günak. Na edição de 2008 do Salão de Genebra, a empresa apresentou um protótipo do seu primeiro modelo.